# Overdubbing
Overdubbing (metode hvormed man udfører overdub) er en teknik der anvendes til lydoptagelse, hvorved en musikalsk passage optages to eller flere gange. Metoden anvendes med sangere, instrumenter og orkestre.
Når det drejer sig om vokaler, lytter sangeren normalt til en allerede eksisterende optagelse (typisk i hovedtelefoner i et pladestudie) og spiller en ny udgave samtidig med den der lyttes til, som så også optages. Ideen er at det endelige mix indeholder en blanding af disse "dub".
En anden form for overdubbing er den såkaldte Tracking (eller "laying the basic tracks"), hvor spor indeholdende rytmesektionen (normalt inklusive trommer) optages først og derefter følger overdubbinger (soloinstrumenter, såsom keyboards eller guitar, og så til sidst vokal). Denne metode har været standardteknikken til at optage populærmusik siden begyndelsen af 1960'erne. I dag kan overdubbing udføres på basisoptagelsesudstyr eller en typisk pc udstyret med et lydkort og software.

## Historie
Den måske tidligste kommercielle udgivelse af optagelser med overdubbinger var fra RCA Victor i slutningen af 1920'erne, ikke længe efter introduktionen af elektriske mikrofoner i pladestudier. Optagelser fra den afdøde Enrico Caruso solgte stadig så godt, at RCA tog nogle af hans tidlige plader hvor der kun var klaverakkompagnement, tilføjede et studieorkester og genudgav optagelserne.[kilde mangler]
Et forløber for overdubbing kan opleves hos Sidney Bechet, en amerikansk jazzmusiker, der lavede et par berømte overdubbed-sider i 1941 med titlerne "The Sheik of Araby" og "Blues of Bechet". Multi-instrumentalisten indspillede klarinet, sopran, tenorsaxofon, klaver, bas og trommer til begge sange, hvorefter han optog hvert enkelt spor separat ovenpå hinanden, for at skabe to enkeltspor. Optagelserne blev derefter udgivet som "Sidney Bechets One Man Band".
I 1948 førte eksperimenter, udført af Pierre Schaeffer i Radio Télédiffusion Française eksperimental-studie i Paris, til Étude aux Tourniquets, den første avant-garde-komposition der anvendte optagelser som en kompositionsteknik, hvor der blev optaget og mixet direkte på acetat-plader, da båndoptagere endnu ikke var tilgængelige. Lignende lydkollageeksperimenter blev udført af Edgard Varèse i 1920'erne, men Varèse, ligeledes en fransk komponist, skrev partiturer der senere blev fremført live af musikere. Schaeffer komponerede og optog på acetat fra 1949, sammen med Pierre Henry ( Symphonie pour un homme seul , 1950), som også indspillede sammen med Varèse i 1954. Sammen anvendte de nogle af de første båndoptagere der var til rådighed i begyndelsen af 1950'erne.
Opfindelsen af magnetbåndet åbnede nye muligheder for overdubbing, specielt efter udviklingen af multitrackoptagelse med sel-sync. En af de første kendte kommercielt udgivne overdubbede optagelser var "Confess" fra 1948 af Patti Page for Mercury Records, selvom denne overdubbing blev foretaget på acetat. Pga. denne udgivelses popularitet indspillede Page "With My Eyes Wide Open, I'm Dreaming" med den samme overdubbingsteknik. Stemmerne blev opført som "Stemmer af: Patti Page, Patti Page, Patti Page, Patti Page".[kilde mangler]
Les Paul var en tidlig innovator indenfor brugen af overdubbing, og han begyndte at eksperimentere med det omkring 1930.:213  Han skabte oprindelig flerspors-optagelser ved at bruge en modificeret pladeskærer, for at kunne optage flere generationer af lyd på en enkelt disk. Senere, efter han havde fået en af de første Ampex 300-serie båndoptagere som en gave fra Bing Crosby, brugte han båndteknologi. Hans nummer 1 hit fra 1950, How High The Moon, som han indspillede sammen med sin daværende kone Mary Ford, bød på en, for tiden, betydelig mængde af overdubbing, kombineret med andre studioteknikker såsom flanger, forsinkelse, udfasning og varispeed. :xxii-xxiii 
Les Pauls fremskridt indenfor lydoptagelser kunne ses gennem brugen af hans teknikker af kunstnere som Buddy Holly. I 1958 udgav Holly "Words of Love" og "Listen to Me", som var sammensat med brug af overdubbing til ekstra instrumentering og harmonier.
Peter Ustinov udførte flere stemmer på "Mock Mozart ", i en optagelse produceret af George Martin. Abbey Road Studierne havde ingen flerspors-optagere på det tidspunkt, så der blev anvendt et par mono-optagere. Martin anvendte den samme proces senere til en Peter Sellers humor-plade, denne gang med brug af stereo-optagere og panorering.[kilde mangler]

## Eksempler
Overdubs benyttes af flere forskellige grunde. En af de mest oplagte er for nemheds skyld; hvis for eksempel en basguitarist var midlertidigt utilgængelig, kan optagelsen laves og bassporet tilføjes senere. Tilsvarende, hvis kun en eller to guitarister er tilgængelige, men en sang kræver flere guitarstykker, kan en guitarist spille både lead- og rytmeguitar. Overdubbing bruges også til at styrke en svag sanger; double tracking giver sangeren en fyldigere lyd. Resultatet er at sangeren harmoniserer med sin egen vokal, som et kor, men med kun én stemme. Ved samplede instrumenter kan samplingen gøres lidt ude af harmoni, så lyden bliver mere levende.
Overdubbing er undertiden blevet betragtet negativt, hvor den er blevet anset som brugt til kunstigt at forbedre en kunstner eller gruppes musikalske evner, f.eks. hvis der indsættes studieoptagelse i liveoptagelser eller baggrundsspor skabt af sessionsmusikere i stedet for de krediterede kunstnere. De tidlige optagelser med The Monkees blev foretaget af grupper af studiemusikere, der på forhånd indspillede melodier (ofte i et andet studie, og nogle endog før bandet blev dannet), som så senere blev overdubbet med Monkees' vokal. Selvom sangene blev hits, blev denne praksis kritiseret. Specielt Michael Nesmith brød sig ikke om hvad overdubbing gjorde for troværdigheden af bandets musik. Derudover havde Kurt Cobain i forbindelse med samarbejdet med producenten Butch Vig, udtrykt foragt for double track optagelser. Vig måtte efter sigende overbevise Cobain om at bruge optageteknikken ved at sige: "Beatles gjorde det på alt. John Lennon elskede lyden af sin stemme når den var double tracked." 

## Yderligere læsning
- Modern Recording Techniques, by David Miles Huber and Robert E. Runstein. 1. oktober 2009 0240810694